# 마이크 실트
마이크 실트(영어: Mike Shildt, 1968년 8월 9일 ~ )는 미국 메이저 리그 샌디에이고 파드리스의 감독이다.
노스캐롤라이나 대학교 애쉬빌 캠퍼스를 졸업했다. 대학 시절까지 선수 생활을 했으며, 프로 데뷔에는 실패해 대학 야구 감독으로 커리어를 시작했다. 2017년 세인트루이스 카디널스에 스카우트되어 코치를 맡다가 2018년 7월 마이크 매시니 감독의 자진 사퇴로 감독 대행을 맡았으며 한 달 만에 정식 감독이 되었다. 이로써 메이저리그 역사상 처음으로 메이저리그, 마이너리그에서 선수로 뛴 경력이 전무한 감독이 되었다.

## 수상 경력
- 2019년 [[내셔널 리그 (야구)|내셔널 리그) 올해의 감독 상

## 성적
- 2018년 : 41승 28패 (지구 3위)
- 2019년 : 91승 71패 (지구 1위, 챔피언십 준우승)
- 2020년 : 30승 28패 (지구 2위)

## 같이 보기
- 2020년 세인트루이스 카디널스 시즌